# Vincent Kenis
Vincent Kenis est un musicien et producteur belge.

## Biographie
Il fut membre du groupe Aksak Maboul (Onze Danses pour combattre la migraine, 1977) et de The Honeymoon Killers (1982). 
Son intérêt pour l'Afrique Centrale l'a amené à collaborer avec Franco Luambo, l'OK Jazz, Papa Wemba, Koffi Olomidé, etc. Il a également produit le premier album du groupe féminin belgo-congolais Zap Mama et publié une anthologie de musique populaire congolaise des années 1950 (Roots Of Rumba Rock, 1991, rééditée en 2006). 
Associé au label indépendant Crammed Discs en tant que producteur et A&R depuis le début des années 1980, il a coréalisé en 1983 l'album Noir et Blanc de Zazou Bikaye (avec Hector Zazou et Bony Bikaye), considéré comme l'une des premières expériences de fusion entre musiques africaines et électroniques. Il a  notamment réalisé plusieurs albums des groupes tsiganes Taraf de Haïdouks et Kočani Orkestar, du groupe touareg malien Tartit, tout en s'impliquant dans la post-production de nombreuses parutions du label, dont des albums de Cibelle, Tuxedomoon, les compilations Freezone , etc..
En 2004, Vincent Kenis inaugure la série Congotronics, qui a popularisé la musique tradi-moderne congolaise. Il redécouvre et produit le groupe Konono N°1 qui, grâce aux albums Congotronics (2005) et Live At Couleur Café (2007), acquiert une audience internationale et obtient un BBC World Music Award (2006) et une nomination aux Grammy Awards[réf. nécessaire] (2008).
Les productions de Vincent Kenis comprennent l'album multi-artistes Congotronics 2 (CD/DVD Buzz'n'Rumble From The Urb'n'Jungle, 2006), avec des groupes tradi-modernes tels que Kisanzi Kongo, Masanka Sankayi, Basokin, Konono N°1 et Kasai Allstars, les albums du collectif Kasai Allstars In The 7th Moon, The Chief Turned Into A Swimming Fish And Ate The Head Of His Enemy By Magic (2008) et Beware The Fetish (2014), les deux albums du groupe de Kinshasa Staff Benda Bilili, Très Très Fort (2009) et Bouger le monde (2012), le second album de Konono N°1, Assume Crash Position (2010), le dernier album de Taraf de Haïdouks, Of Lovers, Gamblers and Parachute Skirts (2015), l'album Konono N°1 Meets Batida (2016) et l'album de Kasai Allstars Around Félicité (2017), bande originale du film Félicité réalisé par Alain Gomis.